# Флавий Абунданций
Флавий Абунданций (на латински: Flavius Abundantius) е политик на Римската империя през 4 век.
Абунданций е от скитски произход и послтъпва в римската войска по времето на император Грациан. Получава при император Теодосий I през 392 г. ранга на magister utriusque militiae.
През 393 г. Абунданций става консул на Изтока заедно с император Теодосий I. През 396 г. той бяга от евнуха Евтропий в Pityus (Ponto Eusino) на Черно море. След смъртта на Евтропий през 399 г. Абунданций се мести в Сидон във Фениция. Там живее до 400 г.